# TESS
TESS (англ. Transiting Exoplanet Survey Satellite) — космічний телескоп, концепцію якого розроблено Массачусетським технологічним інститутом як одну з малих дослідницьких програм NASA. Передбачалося, що протягом двох років телескоп виконає огляд 26 секторів неба розміром 24° × 96° з метою виявлення раніше невідомих транзитних екзопланет поблизу найближчих та найяскравіших зір.
Супутник оснащений чотирма ширококутними телескопами з ПЗЗ-камерами із загальною роздільною здатністю 69 мегапікселів. Дані спостережень оброблятимуться й зберігатимуться на борту протягом трьох місяців, на Землю планується передавати тільки дані, що становлять інтерес. Також буде передано окремі повні кадри, які дозволять вивчати швидкоплинні явища (наприклад, гамма-спалахи). Стартовий капітал для розробки телескопів і датчиків оптичних систем надала компанія Google.
Основну увагу дослідження планувалося приділити зорям спектральних класів G і K, що яскравіші 12-ї величини (з яких планувалося дослідити близько 500 тисяч), і 1000 найближчих червоних карликів (у межах 30 парсек). Прогнозувалося виявити 1000-10000 транзитних екзопланет розмірами від земного й більше з періодами обертання до 2 місяців. Кандидати можуть бути пізніше досліджені за допомогою спектрометра HARPS і деякі з них можуть стати метою вивчення для космічного телескопа Джеймса Вебба.
На орбіту телескоп вивела ракета Falcon 9, запуск було здійснено 19 квітня 2018 року.

## Історія
Перша інформація щодо TESS з'явилася 2006 року, коли конструкція розроблялась компаніями Google та фондом Кавлі. У 2008 МТІ запропонував NASA місію TESS як повноцінну місію за програмою Малі дослідницькі програми НАСА (Центр космічних польотів імені Ґоддарда), проте, місію не обрали. Повторно місію запропонували у 2010 в рамках програми «Дослідник».
У вересні 2011 року було оголошено, що після скорочення початкового списку з 22 пропозицій, поданих на розгляд у лютому 2011 року, TESS залишили серед 11 пропозицій для подальшого розгляду. TESS отримав 1 мільйон доларів на 11-місячну розробку концепції дослідів. Після детального вивчення концепцій NASA планувала в лютому 2013 року обрати для реалізації (в межах малих дослідних місій) два проєкти із запропонованих.
На початку квітня 2013 року стало відомо, що TESS обрано для реалізації як проєкт класу М (медіум). NASA виділило на нього 200 млн доларів. Запуск телескопа планувався 2017 року, потім його було перенесено на березень 2018. 
Чотирирічний контракт і $75 млн дол. США на будівництво TESS у 2013 році отримала компанія Orbital Sciences. 
Фазу проєктування TESS було завершено 2015 року, що дозволило розпочати будівництво обсерваторії. У той час, коли телескоп «Кеплер» коштував $640 млн дол. США, кошторис TESS становить лише $200 млн дол. (плюс $87 млн дол. за запуск).

## Огляд місії
TESS спроєктований для здійснення першого повного транзитного дослідження екзопланет всього зоряного неба. Супутник споряджений чотирма ширококутними телескопами з ПЗЗ-камерами. Наукові дані будуть передаватись на Землю кожні два тижні. Повнокадрові фотографії з ефективним часом експозиції дві години також будуть передані, дозволяючи вченим шукати несподівані швидкоплинні явища, такі як оптичні аналоги гамма-сплесків. TESS також буде використовувати програму Guest Investigator, що дозволяє вченим з інших організацій використовувати TESS для власних досліджень. Це дозволить спостерігати ще 20 000 небесних тіл.

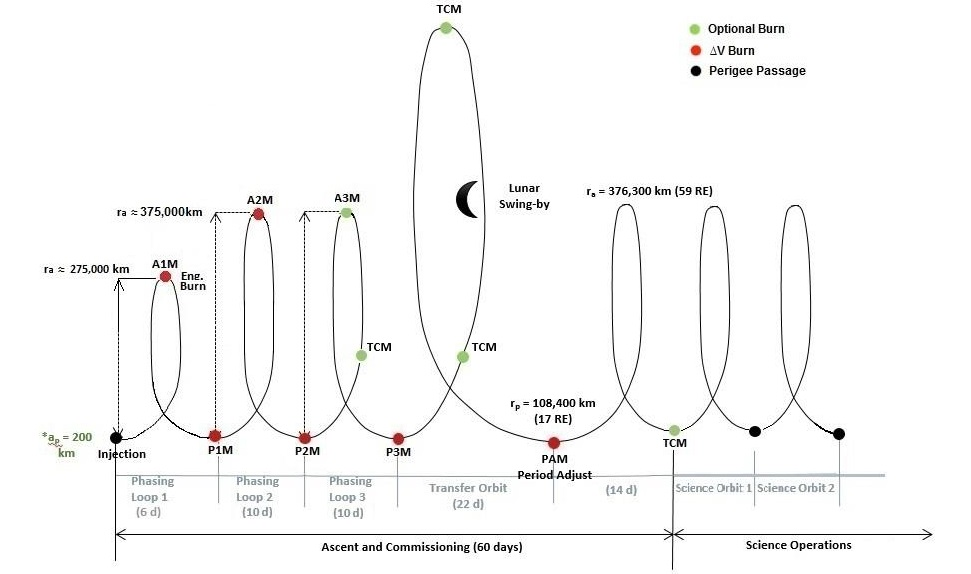
Заплановані маневри, після виведення другим ступенем Falcon 9

### Динаміка орбіти
Після введення в початкову орбіту космічний апарат здійснить принаймні 5 додаткових вмикань двигуна, щоб вивести апарат на облітну орбіту Місяця. Фаза маневрування триватиме загалом два місяці і розташує корабель на ексцентричній орбіті (17-75 радіусів Землі) із нахилом 37 градусів. Очікується, що обсерваторія матиме орбітальний період 13,65 доби. Загальна зміна швидкості для орбіти має складати 215 м/с, що становить 80 % доступних запасів палива. 
Для безперешкодного отримання зображень північної й південної півкуль неба, TESS обертатиметься у резонансі до Місяця 2:1, який раніше не застосовувався. Висока еліптична орбіта матиме висоту 232 000 км в апогеї, апарат у цей час має розташовуватись приблизно на 90° від Місяця, щоб мінімізувати дестабілізуючий ефект. Очікується, що ця орбіта залишатиметься стабільною принаймні 20 років і триматиме обсерваторію у стабільному температурному режимі. Орбіта майже повністю перебуває поза межами радіаційних поясів, щоб не зашкодити апарату. У перигелії (на висоті 108 000 км) TESS передаватиме нові дані на Землю, цей період триватиме три години.

### Наукові цілі

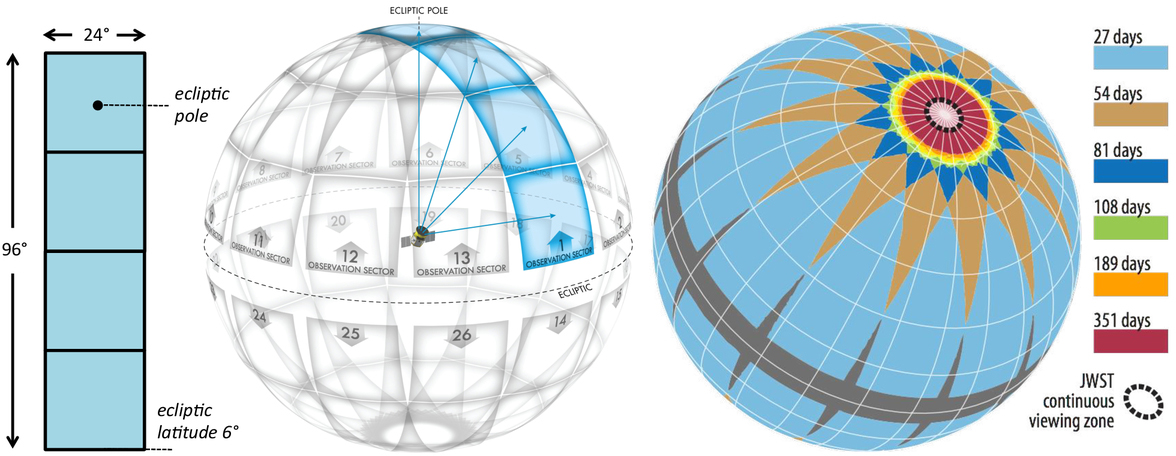
26 секторів неба, які планує спостерігати TESS

Дворічна місія TESS сфокусується на спостереженні найближчих G, K і M класах зір, видима зоряна величина яких більша 12. Приблизна кількість зірок, яку планується дослідити — 500 000, в тому числі 1000 найближчих червоних карликів, площа покриття обсерваторії в 400 разів більша за площу неба, яку спостерігав телескоп Кеплер. Очікується, що обсерваторія відкриє більше 20 000 екзопланет транзитним методом, зокрема 500—1000 планет, розміром із Землю або суперземлю за оцінками, 20 з них можуть бути суперземлями, які розташовані в зоні, придатній до життя. Очікується, що більшість знайдених екзопланет будуть перебувати на відстані 30-300 світлових років.
Вся площа неба, яка буде спостерігатися апаратом, поділена на 26 секторів, кожен з яких має розмір 24° × 96°. Програма спостережень організована так, що на полюсах екліптики сектори перекриваються, що забезпечує додаткову чутливість до менших і довгоперіодичних екзопланет, які можуть перебувати біля зір, розташованих на цій ділянці небесної сфери. Обсерваторія спостерігатиме кожен сектор впродовж 27,4 доби (два оберти). Під час першого року спостережень апарат дослідить південну півкулю неба і північну півкулю — під час другого року спостережень. Камери робитимуть знімки кожні 2 секунди, тому, необроблені зображення представлятимуть набагато більший обсяг даних, ніж може зберегти та передати апарат. Щоб вирішити цю проблему, планується обрізати світлини, 15 000 обраних зір будуть збиратись впродовж 2 хвилин і зберігатись для завантаження, повномасштабні світлини також будуть накопичуватись впродовж 30-хвилинного періоду і зберігатись для завантаження. Дані для завантаження стають доступні кожні 13,7 діб. Це означає, що впродовж 2 років TESS накопичить щонайменше 27 днів майже безперервних спостережень 85 % неба, ділянки біля полюсів екліптики спостерігатимуться по кілька разів. Технологія спостереження розроблена так, щоб ділянки біля полюсів екліптики досліджувались безперервно впродовж всього року (351 день спостережень). Площа цих ділянок (біля полюсів екліптики) становить 5 % всього неба, й вони будуть завжди доступні для спостереження з TESS у будь-який день року, так само як і з телескопом Джеймс Вебб.

## Космічний апарат

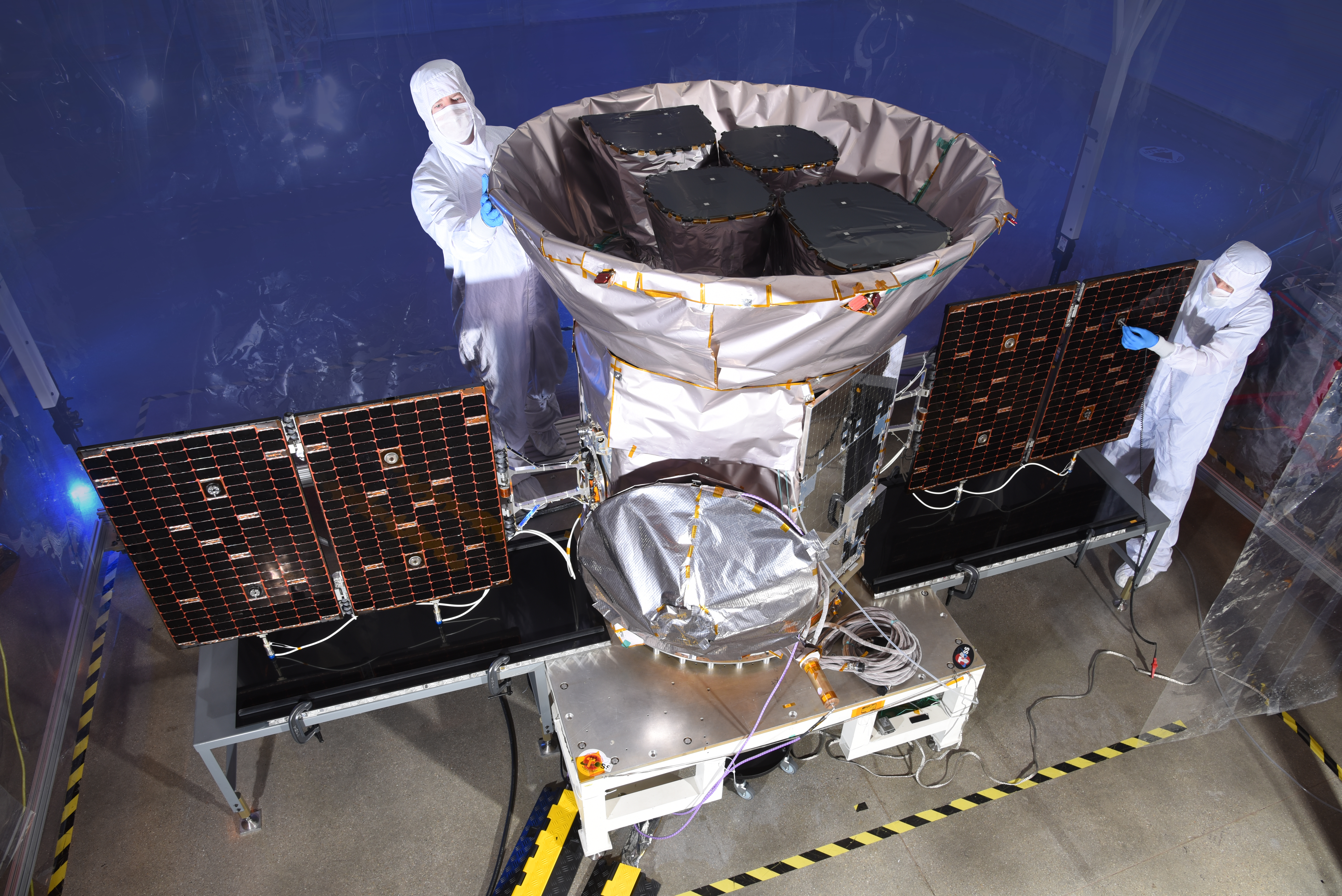
TESS перед запуском

TESS використовує супутникову платформу LEOStar-2 з тривісною стабілізацією, систему нульового моменту з чотирма гіроскопами (англ. 4 wheel zero-momentum system) для стабілізації космічного апарата. Живлення забезпечується двома одноосьовими сонячними панелями потужністю 400 Вт. Антена Ka-діапазону забезпечуватиме передачу даних зі швидкістю 100 Мбіт/с.

### Науковий інструмент
Єдиний науковий інструмент TESS — сформований з чотирьох ширококутних CCD-камер. Кожна камера має 16,8 мегапіксельний детектор із низьким споживанням енергії та низькими шумами, який розроблено в лабораторії Лінкольна. Кожна камера має поле зору 24° × 24°, а також ефективний діаметр 100 мм, систему лінз із семи оптичних елементів, смуговий діапазон від 600 до 1000 нм.

## Тестування
Однією з проблем, з якою зіштовхнулись під час розробки TESS, була потреба у надзвичайно стабільному джерелі світла для тестування. 2015 року Женевський університет створив таке стабільне джерело. Цей інструмент ЄКА розробило для телескопа Хеопс, проте до його тестування долучилась і місія TESS. Обидва телескопи планується використовувати для спостереження найближчих зір транзитним методом, Хеопс має зосередитися на отриманні даних про вже відкриті екзопланети, разом із тими, які знайде й місія TESS та ін.

## Запуск

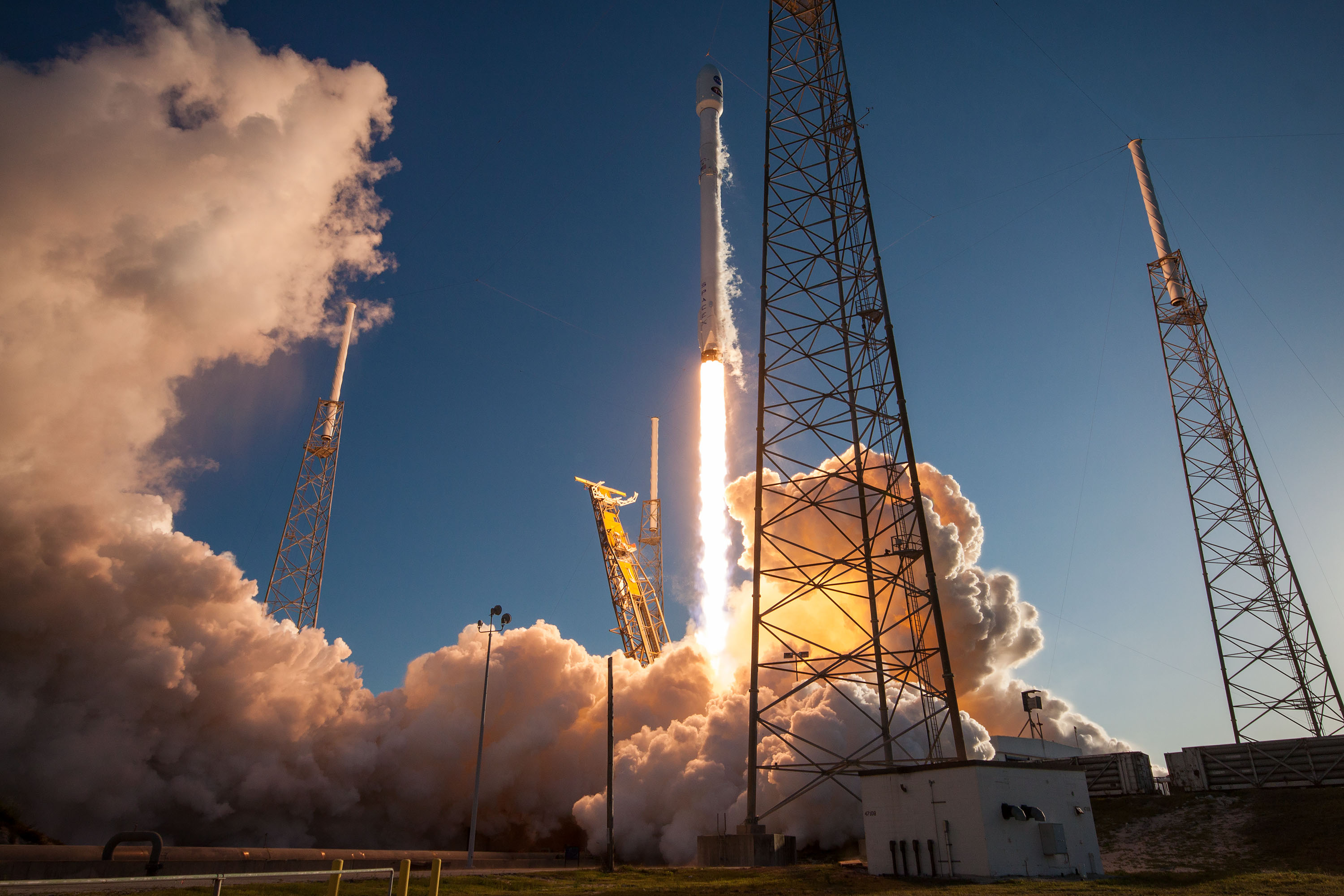
Запуск ракети-носія Falcon 9 з TESS, запуск здійснено зі стартового майданчика SLC-40 з Бази ВПС США на мисі Канаверал у квітні 2018.

У грудні 2014 SpaceX уклала угоду на запуск TESS у серпні 2017 року. Сума контракту становила $87 млн дол США. Кошти за запуск були перераховані SpaceX у грудні 2014. Спочатку планувалось запустити обсерваторію 20 березня 2018, проте дата була змінена SpaceX, щоб мати додатковий час для того, щоб відповідати всім вимогам служби запуску NASA. TESS запустили 19 квітня 2018 за допомогою ракети-носія SpaceX Falcon 9 Full Thrust з мису Канаверал.
Під час запуску перший ступінь ракети-носія відпрацював 149 секунд, другий — 6 хвилин. Перший ступінь Falcon 9 — B1045 успішно здійснив посадку на автономний безпілотний корабель-космопорт «Of Course I Still Love You». Це був перший політ першого ступеня B1045, його знову застосували для запуску місії SpaceX CRS-15 у червні 2018. Після 35 хвилин польоту другий ступінь здійснив 54-секундне вмикання для виведення TESS на перехідну орбіту 200-270 000 км з кутом нахилу 28,5 градусів. Другий ступінь після виведення корисного навантаження був розміщений на геліоцентричній орбіті. Була здійснена експериментальна посадка обтікача, в рамках тестувань з повторного використання обтікача.

## Наземне забезпечення
Наземні системи TESS поділено між 8 майданчиками на території США. Це: Space Network NASA і Мережа далекого космічного зв'язку НАСА Лабораторії реактивного руху для керування місією і телеметрії, Центр операцій місій Orbital ATK, центр операцій корисного навантаження МТІ, центр обробки наукових даних (англ. Science Processing and Operations Center, SPOC) у дослідницькому центрі Еймса, відстеження польотної динаміки Центру космічних польотів імені Ґоддарда, науковий офіс TESS у Смітсонівській астрофізичній обсерваторії та Архів космічних телескопів ім. Мікульські.

## Вхідний каталог TESS
Вхідний каталог TESS (en: TESS Input Catalogue — TIC) було створено з метою відібрати об'єкти цікаві для швидкої фотометрії застосовуючи TESS в режимі 2х хвилинного інтервалу для накопичення світлового потоку. Цей каталог було створено спеціально для проєкту TESS й він містить біля 1,5 мільярда об'єктів. Сьогоденна версія вхідного каталогу TESS — TIC-8 містить дані про глобальні характеристики зір (такі як ефективна температура, її маса, радіус та світність, гравітаційне прискорення на поверхні зорі), а також яскравість об'єкту в різних фотометричних системах. Запити до вхідного каталогу TESS можна подавати використовуючи Архів космічних телескопів ім. Мікульські (MAST).

## Результати наукових спостережень за допомогою телескопу
У червні 2019 року, за допомогою космічного телескопа TESS було відкрито три невеликі екзопланети поблизу  червоного карлика, які отримали позначення L 98-59с, L 98-59b та L 98-59d відповідно. Одна з планет, яка отримала назву L 98-59b, є найменшою з планет, які на той час були відкриті за допомогою ТЕСС. Жодна зі знайдених планет не перебуває у «придатній для життя зоні», де на їх поверхні може існувати рідка вода. Усі вони розташовані у так званій «зоні Венери», де планети, що мають щільну атмосферу, перебувають під впливом парникового ефекту.
18 квітня 2023 року, на сервері arXiv.org, міжнародна група астрономів повідомила, що використовуючи супутник TESS, було виявлено дві екзопланети «суперземлі», що обертаються навколо сусідньої зірки М-карлика, відомої як TOI-2095. TOI-2095 – це червоний карлик спектрального класу M2.5 V, який віддалений від нас на 41.90 ± 0.03 пк (~ 137 світлових років від Сонця). Новознайдені інопланетні світи мають короткі орбітальні періоди та трохи більші за Землю.

## Планування спостережень з TESS
Протягом третього циклу роботи телескопу TESS, NASA планує спостереження значної кількості вибраних об'єктів також із часом накопичення світлового потоку протягом 20 секунд. Це дасть змогу досліджувати швидкоплинні процеси в зорях такі як спалахи чи високочастотні пульсації. 
Науковці зі всього світу можуть подати свої проєкти для фотометричних спостережень з TESS й отримати час для досліджень  на цьому телескопі. Проте лише науковці з університетів Сполучених Штатів разом з часом для досліджень запланованих на телескопі TESS отримають також певні суми на фінансування своїх проєктів.

## Збої в роботі
8 квітня 2024 року TESS перейшов у безпечний режим, тимчасово перервавши свої наукові спостереження. Команда досліджує першопричину безпечного режиму, який стався під час запланованих інженерних робіт. Згідно повідомлення, сам космічний телескоп залишається в доброму стані. Команда продовжить досліджувати проблему і найближчими днями поверне TESS до наукових спостережень.